# Roberto Petito

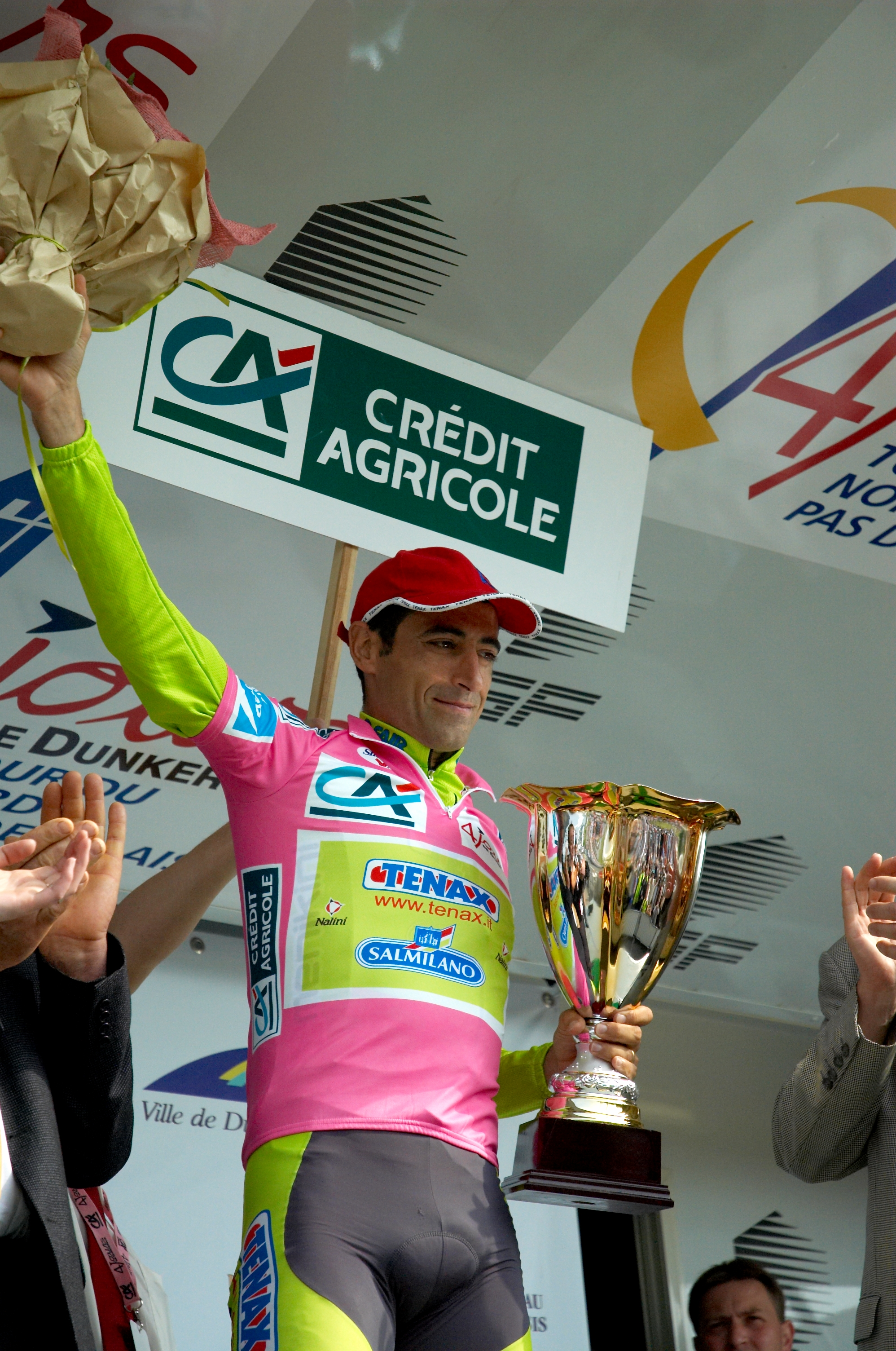
Roberto Petito en los Cuatro días de Dunkerque de 2006, celebrando su victoria.

Roberto Petito es un ex ciclista profesional italiano. Nació en Civitavecchia el 1 de febrero de 1971. Fue profesional desde 1993 hasta 2008, año de su retirada.
La prueba en la que más destacó fue en la prestigiosa Tirreno-Adriático, prueba que ganó una vez y en la que se impuso en varias etapas.

## Palmarés
1992
- Giro de las Regiones

1994
- Giro de la Romagna

1997
- Settimana Coppi e Bartali
- Tirreno-Adriático
- Giro de Cerdeña

1999
- 2.º en el Campeonato de Italia en Ruta

2001
- Trofeo Pantalica
- 1 etapa del Giro de los Abruzzos
- 1 etapa de la Tirreno-Adriático

2004
- 1 etapa de la Tirreno-Adriático

2006
- Cuatro Días de Dunkerque, más 1 etapa

## Equipos
- Mercatone Uno (1993-1995)
- Saeco (1996-1999)
- Fassa Bortolo (2000-2005)
- Tenax (2006)
- Liquigas (2007-2008)